# Ahmed Ibrahim Khalaf
Ahmed Ibrahim Khalaf (en árabe: أحمد إبراهيم خلف الخفاجي‎, Gobernación de Saladino, Irak; 25 de febrero de 1992) es un futbolista de Irak que juega en la posición de defensa central con el Erbil SC de la Liga Premier de Irak.

## Carrera

### Club
| Periodo   | Club                  |
| --------- | --------------------- |
| 2008      | Al-Shirqat            |
| 2008–2009 | Salahaddin FC         |
| 2009–2014 | Erbil SC              |
| 2013      | → Al-Wasl FC (cedido) |
| 2014–2015 | Ajman Club            |
| 2015–2016 | Al-Dhafra             |
| 2016      | Al-Shorta SC          |
| 2016–2017 | Emirates Club         |
| 2017–2018 | Ettifaq FC            |
| 2018–2019 | Al-Arabi Doha         |
| 2019–2022 | Al-Quwa Al-Jawiya     |
| 2022–     | Erbil SC              |

### Selección nacional
Jugó para Irak en 118 ocasiones de 2010 a 2022 y anotó cinco goles; participó en los Juegos Olímpicos de Río de Janeiro 2016 y en tres ediciones de la Copa Asiática.

## Logros

### Club
Erbil SC
- Iraqi Premier League: 2011–12

Al-Quwa Al-Jawiya
- Iraqi Premier League: 2020–21
- Iraq FA Cup: 2020–21

### Selección nacional
- AFC U-22 Championship: 2013

### Individual
- Selección Nacional de la Década de Irak: 2010–2019

## Estadísticas

### Goles con selección nacional
| #  | Fecha      | Sede                        | Rival                           | Marcador | Resultado | Torneo                                               |
| -- | ---------- | --------------------------- | ------------------------------- | -------- | --------- | ---------------------------------------------------- |
| 1. | 28-3-2015  | Al-Rashid Stadium, Dubái    | República Democrática del Congo | 1–0      | 2–1       | Amistoso                                             |
| 2. | 5-10-2017  | Basra Sports City, Basra    | Kenia                           | 2–0      | 2–1       | Amistoso                                             |
| 3. | 24-12-2018 | Grand Hamad Stadium, Doha   | China                           | 1–0      | 2–1       | Amistoso                                             |
| 4. | 15-10-2019 | Olympic Stadium, Phnom Penh | Camboya                         | 4–0      | 4–0       | Clasificación para la Copa Mundial de Fútbol de 2022 |
| 5. | 18-3-2022  | Al-Madina Stadium, Bagdad   | Zambia                          | 2–0      | 3–1       | Amistoso                                             |